# Gilles
Gilles – miejscowość i gmina we Francji, w Regionie Centralnym, w departamencie Eure-et-Loir, w kantonie Anet.
Według danych na rok 2013 gminę zamieszkiwało 545 osób, a gęstość zaludnienia wynosiła 75 osób/km².